# 유해무
유해무(柳海茂, 1956년 1월 8일 ~ )는 대한민국의 성우로, 1978년 DBS에 입사했는데, 언론통폐합으로 인해 현재는 한국방송 성우극회 15기로 분류된다. 배우자는 같은 소속의 성우인 윤인석이다.

## 주요 출연작품

### 애니메이션
※전체 출연작은 외부 링크를 참조
- 오토마을 붕붕친구들(KBS) - 교수님
- 타잔과 제인(KBS) - 마커스
- 페어리 테일(대원방송) - 해설 / 마카로프
- 보리와 짜구(KBS) - 짜구
- Angel Beats! - 교감
- 말괄량이 앤지(KBS)
- 수호요정 미셸(KBS) - 딜리셔스
- 외계소년 위제트(KBS) - 메가통
- 내 친구 해치(SBS) - 청해치
- 곰돌이 푸 (2001년 더빙판/KBS) - 토끼
- 근육맨 (VIDEO) - 근육맨
- 꼬비꼬비 (KBS) - 홍두깨
- 절대무적 라이징오 - 타케다 장관 / 타이다
- 꾸러기 수비대 (KBS) - 호치 / 사천왕 1호 / 문어
- 날아라 슈퍼보드 시리즈 (KBS) - 사오정
- 데블 파이터 (KBS) - 아바돈
- 독수리 5형제 (90년 방영작/KBS) - 용 / 대마왕 X (총재 X)
- 드래곤볼 (SBS) - 오룡
- 디지몬 세이버즈 (대원방송) - 고부리몬
- 디지몬 크로스워즈 (대원방송) - 올레그몬
- 디지몬 어드벤처: (대원방송) - 올레그몬
- 날아라! 호빵맨 (대원방송) - 잼 아저씨 (9기부터 교체)
- 명탐정 코난 (투니버스) - 브라운 박사 (19기부터 교체)
- 레스톨 특수구조대 (KBS) - 교장 선생님
- 롤러왕 파워킹 (SBS) - 치키치키
- 마법사의 아들 코리 (KBS) - 마우
- 마법소녀 리나 TRY (SBS) - 분홍돼지 피그
- 무적 파워레인저 (KBS) - 뚱보
- 무카무카 파라다이스 (투니버스) - 무카무카
- 바다의 전설 장보고 (KBS) - 무케차
- 비스트워즈 (MBC) - 메가트론
- 비스트워즈 (VIDEO) - 라이녹스
- 빅토리 구슬동자 (SBS) - 화이트봉 아빠
- 빨강 머리 앤 (KBS) - 찰리
- 삼국지 (MBC)
- 스피드왕 번개 (SBS) - 장네모 / 하늘 아빠 / 아나운서 / 선생님
- 아벨 탐험대 (KBS) - 퉁퉁이 / 티알라의 아버지
- 검용전설 야이바 (대교방송) - 남궁쌍도
- 원피스 (KBS, 투니버스) - 제프 / 가이몬(18화) / 사범(19화) / 개구리 선장
- 원피스 (대원방송) - 넵튠
- 으악!리얼 몬스터 (JEI-TV) - 크럼블 선생님
- 이상한 나라의 폴 (SBS) - 삐삐
- 쥐라기 월드컵 (KBS) - 드란
- 채채퐁 김치퐁 (KBS) - 라이롱 / 꼬랑깨비
- 천방지축 하니 (KBS) - 코뿔소 선생 (체조 코치) / 허작가 (아빠 친구)
- 출동! 12레인저 (투니버스) - 호치
- 탱구와 울라숑 (KBS) - 울라숑
- 트랙시티 (SBS)
- 천원돌파 그렌라간(애니맥스) - 로제놈
- 피구왕 통키 (SBS) - 황금산
- 황금로봇 골드런 (KBS) - 스카이 호크 / 캡틴 샤크
- 수수께끼 블루 (KBS)
- 쾌걸 조로 (SBS) - 곤잘레스 중사
- 꽃천사 루루 (KBS) - 누보
- 달려라 또뽀 (MBC) - 네가로
- 배트맨 (SBS) - 펭귄
- 까치의 날개 (KBS) - 백두산 / 야구 해설가
- 개구쟁이 데니스 (KBS) - 윌슨 아저씨
- 별나라 손오공 (KBS) - 바브조
- 전사 골리앗 (KBS) - 브로드웨이
- 지트백 박사와 호리피도 - 호리피도
- 몬타나 존스 (MBC) - 슬림
- 바이오캅 윙고 (MBC) - 루카
- 브리스톨 탐험대 (KBS)
- 아깨비의 과학여행 (KBS) - 삼촌, TV AS 직원
- 스타 워즈: 클론 전쟁 (카툰네트워크)
- 오리대장 꽉꽉 (SBS) - 선장 / 마을주민 3
- 천방지축 덩크슛 (SBS)
- 파워마스크 (KBS)
- 녹색의 전설 (투니버스) - 기쉬
- 물지 않는 다큘라 백작 (투니버스) - 구스윙
- 출동! 메가트레인 (투니버스) - 래피드
- 천사가 될거야 (애니원) - 아빠
- 소년탐정 김전일 Original (애니박스) - 오오츠키 겐타로
- 슈퍼 마리오 (KBS) - 프로토
- DARKER THAN BLACK -유성의 제미니- (애니맥스) - 코바야시
- 채운국 이야기 (애니맥스) - 소태사
- 버드나무 사이로 부는 바람 (투니버스) - 토디
- 비밀요원 터프퍼피 (니켈로디언) - 스냅트랩
- 버츄어 파이터 (어린이TV) - 울프 호크필드 / 슌 디 / 요마 / 리온의 아버지 / 만두가게 주인 / 데이비드 감독 / 아성의 할아버지
- 뿅뿅요정 하니 (어린이TV) - 규라
- 마이티 마우스 (VIDEO)
- 형사 가제트 (VIDEO) - 부하 3 / 경찰 2
- 여기는 공원 앞 파출소 (투니버스) - 남자 1
- 바질리스크 ~코우가인법첩~ (애니박스) - 난코보
- 은비 까비의 옛날 옛적에 (KBS) - 사또
- 정말 웃기는 마을 (니켈로디언)
- 나루토 질풍전 (투니버스) - 라이카게
- 드래곤 길들이기 : 버크의 라이더 (카툰네트워크) - 앨빈
- 헌터X헌터 리메이크 (애니맥스) - 실버
- 토리코 (카툰네트워크) - 지로 / 요치
- 알라딘 (KBS)
- 곰돌이와 비키의 모험 (EBS) - 플린트
- 꼬마돼지 프레스톤 (EBS) - 늑대 아저씨
- 세계명작동화 (EBS) - '백설공주와 일곱 난쟁이'편 / '보물섬'편 존 실버 / '꼬마 토끼 레지의 숲 속 탐험'편 오소리 / '구두장이 한스와 요정 친구들'편 왕 / '걸리버 여행기'편 리가토니 왕 / '타잔'편 컬책
- 코알라 탐정 아치볼드 (EBS) - 수플레
- 검정고무신 (KBS) - 할아버지(4기)
- 미라큘러스: 레이디버그와 블랙캣 (투니버스) - 사탄클로스
- 신비아파트: 고스트볼X의 탄생 두 번째 이야기 (투니버스) - 두억시니, 대장 도깨비
- 신비아파트 고스트볼 더블X: 6개의 예언 (투니버스) - 만티 두억시니

### 극장용 애니메이션
- 공주와 개구리 - 루이스
- 굿 다이노 - 포레스트 우드
- 명탐정 코난: 100만 달러의 오릉성 - 아가사 히로시
- 몬스터 주식회사 - 조지 샌더슨
- 몬스터 대학교 - 나이트 교수
- 벅스 라이프 - PT벼룩
- 스트레인지 월드 - 예거 클레이드
- 슈퍼 마리오 브라더스 - 크랭키 콩
- 아이스 에이지 - 코뿔소
- 미니언즈 2 - 와일드 너클즈
- 아기공룡 둘리 얼음별 대모험 (MOVIE) - 바요킹
- 디즈니 헤라클레스 (1997년 영화) - 술병 상인
- 월리스와 그로밋 - 거대토끼의 저주 (SBS) - 월리스
- 돼지코 아기공룡 임피의 모험 (KBS) - 솔로몬
- 월리스와 그로밋 (KBS) - 월리스
- 짱구는 못말려 극장판 (VIDEO) (헨더랜드의 대모험 편) - 죠마
- 짱구는 못말려 극장판 (챔프) (암흑마왕 대추적 편) - 로즈
- 토이 스토리 1 / 2 / 3 / 4 - 포테이토 헤드
- 외계에서 온 우뢰매 전격 쓰리 작전 (SBS) - 김 박사 (김학래)
- 우뢰매 4탄 썬더V 출동 (SBS) - 김 박사 (김학래)
- 우뢰매5 - 베가 (박세범)
- 붉은매 (SBS) - 무룡 / 일룡 / 음식집에서 가짜돈 낸 깡패
- 바비의 호두까기 인형 (SBS) - 박쥐 핌
- 11인의 우주용사 (KBS) - 차코 / 빨간코
- 유니크론과 변신로보트 (KBS) - 옵티머스 프라임
- DARKER THAN BLACK -흑의 계약자- OVA (애니맥스) - 코바야시
- 나루토 질풍전 극장판 - 블러드 프리즌 (투니버스) - 라이카게
- 돌아온 자파 (KBS)
- 헌터X헌터 극장판 팬텀루즈 - 장로
- 101마리 강아지 - 호라스

### 전담 성우
- 사무엘 L. 잭슨
  - 다이하드 3 (KBS) - 제우스 카버
  - 아이언 맨 (KBS) - 닉 퓨리 / 장군 (빌 스미트로비치) / 짐 크레이머(본인)
    - 아이언 맨 2 (KBS) - 닉 퓨리

  - 화이트 히어로 (KBS) - 술탄
  - 타임 투 킬 (KBS) - 칼리 해일리
  - 킬러의 보디가드 2 (KBS) - 다리우스 킨케이드
- 브렌단 글리슨
  - 킬러들의 도시 (KBS) - 켄
  - 개구쟁이 스머프 2 - 빅터 도일
  - 제너럴 (KBS) - 마틴
- 댄 애크로이드
  - 말뚝상사 빌코 (KBS) - 존 홀 대령
  - 못말리는 서스펙트 (KBS) - 잭
  - 채플린 (KBS) - 세넷
  - 동창회 대소동 (KBS) - 그로서
  - 마이 걸 (KBS) - 해리 설텐퍼스
  - 스파이 대소동 (KBS) - 밀바스
- 제프 대니얼스
  - 덤 앤 더머 (SBS, KBS) - 해리 던
  - 101마리 달마시안 (KBS) - 로저
  - 스피드 (KBS) - 해리
  - 스테이트 오브 플레이 (KBS) - 조지
- 포레스트 휘태커
  - 굿모닝 베트남 (KBS) - 에드워드
  - 컬러 오브 머니 (KBS) - 아모스
  - 버틀러: 대통령의 집사 (KBS) - 세실 게인즈
- 로비 콜트레인
  - 해리포터 시리즈 - 해그리드
  - 병 속에 든 편지 (KBS) - 찰리
  - 돈가방을 든 수녀 (SBS) - 찰리
- 대니 글로버
  - 리썰 웨폰 (SBS) - 머터프
  - 리썰 웨폰 2 (SBS) - 머터프
  - 리썰 웨폰 3 (SBS) - 머터프
  - 리썰 웨폰 4 (SBS) - 머터프
  - 프레데터 2 (KBS) - 마이크 해리건
  - 컬러 퍼플 (KBS) - 알버트 존슨
  - 매버릭 (KBS) - 은행 강도

### 영화
- 고야의 유령 (KBS) - 로렌조 (하비에르 바르뎀)
- 마이클 클레이튼 (KBS) - 아서 이든스 (톰 윌킨슨)
- 아이 로봇 (KBS) - 벌건 경사 (치 맥브라이드)
- 화성아이, 지구아빠 (KBS) - 제프 (올리버 플랫)
- 에이스 벤츄라 2 (SBS) - 그린월 (이안 맥네이스)
- 어웨이 프롬허 (KBS) - 그랜트 (고든 핀센트)
- 꼬마 니콜라 / 꼬마 니콜라의 여름방학 (KBS) - 아빠 (카 므라)
- 모범시민 (KBS) - 닉 (제이미 폭스)
- 사이즈의 문제 (KBS) - 헤르첼 (이트직 코헨)
- 에스토마고 (KBS) - 부이유 (바부 산타나)
- 더 록 (KBS) - 팩스턴 (윌리엄 포사이스)
- 솔드 아웃 (SBS) - 산타 (제임스 벨루시)
- 실버라도 (KBS)
- 투 (KBS)
- 스페셜리스트 (KBS) - 경찰 국장(스티븐 롤레르송)
- 소비버 탈출 (SBS)
- 블랙 독 (SBS) - 레드 (미트 로프)
- 해리가 샐리를 만났을 때 (SBS) - 제스 (브루노 커비)
- 유산상속 벼락부자 (SBS) - 루 (로버트 울)
- 레인디어 게임 (SBS)
- 사랑의 스타디움 (SBS)
- 추락한 백만장자 (KBS)
- 잔혹한 음모 (SBS)
- 용재변연 (SBS) - 샘 (이조기)
- 쇼생크 탈출 (SBS) - 네리(켄 마지)
- 리틀 니키 (SBS) - 버피 (로버트 스미겔)
- 사라의 미로여행 (SBS)
- 소피아 로렌의 아름다운 인생 (SBS) - 루이지
- 위대한 사랑 (SBS)
- 방세옥 2 (SBS)
- 파이널 디시즌 (SBS)
- 카세일즈맨의 연애특강 (SBS) - 리틀 잭 (폴 가일포일)
- 내일을 향해 쏴라 (KBS) - 보안관 (제프 코리) / 도박꾼 (도넬리 로즈)
- 프리잭 (KBS) - 프레먼 (데이비드 요한센)
- 12명의 배심원 (KBS) - 배심원 (세르게이 아르치바셰프)
- 쥬만지 (KBS) - 칼 (데이비드 앨런 그리어)
- 택시 (KBS) - 지벨 경찰서장 (베르나르 파시)
  - 택시 2 (KBS) - 지베르 (베르나르 파시)
  - 택시 3 (KBS) - 지베르 (베르나르 파시)
- 콘 에어 (KBS) - 먼로이 요원 (콤 미니)
- 레드 바이올린 (KBS)
- 쵸크 캐년의 대모험 (MBC)
- 파시 (MBC)
- 달려라 조니 (KBS) - 우코크 (지토 롤리즈)
- 못말리는 로빈 후드 (KBS) - 존 왕자 (리차드 루이스)
- 어웨이 프롬 허 (KBS) - 그랜트 (고든 핀센트)
- 골치 아픈 여자 (KBS) - 샘 스톤 (대니 드비토)
- 나의 인생, 나의 기타 (KBS) - 로스코 (이삭 드 번콜) / 직장 상사 (레리 블록)
- 거북이는 의외로 빨리 헤엄친다 (KBS) - 시즈오 (이와마츠 료)
- 머큐리 (KBS) - 조던 (치 맥브라이드)
- 이완 맥그리거의 인질 (KBS) - 존슨 (모리 체이킨)
- 잠망경을 올려라 (KBS) - 다지 (켈시 그래머)
- 터미널 스피드 (KBS) - 핑크워터 (제임스 갠돌피니)
- 클리프행어 (KBS) - 엘릭 퀴른 (존 릭 트로우)
- 심플 플랜 (KBS) - 제이콥 미첼 (빌리 밥 손튼)
- 베이사이드의 얄개들 (SBS)
- 다이하드 (SBS) - 칼 (알렉산드르 고두노프)
- 세상의 모든 계절 (KBS) - 켄 (피터 와이트)
- 낫싱 엘스 (KBS) - 파스코 (카롤리 게스테시)
- 한 여름밤의 미소 (KBS) - 프리드 (아케 프리델)
- 데니스 P (KBS) - 데니스 P (에도 브루너)
- 지옥의 묵시록: 리덕스 (KBS)
- 더 콘서트 (KBS) - 사샤 (드미트라 나자로브)
- 칵테일 (KBS) - 대학 교수 (폴 베네딕트)
- JFK (KBS) - 댄 (존 캔디) / 방송 기자
- 업보 (KBS)
- 일급 살인 (KBS) - 헨킨 (스티븐 토볼로스키)
- 카운터피터 (KBS) - 헤어조크 (데비드 스트리에소브)
- 슬럼독 밀리어네어 (KBS) - 자베드 (마헤쉬 만레카)
- 쿼바디스 도미네 (KBS) - 킬로 (제르지 트렐라)
- 복수무정 (MBC)
- 붉은 10월 (KBS) - 셔맨 존스 (코트니 B. 반)
- 헐리우드 엔딩 (KBS) - 알 (마크 라이델)
- 베토벤 (KBS)
- 석양의 갱들 (KBS)
- 메트로 (KBS)
- 명탐정 디씨 (KBS)
- 조지 오브 정글 (KBS)
- 카사블랑카 (KBS)
- 말콤 X (KBS)
- 운명의 덩크슛 (KBS)
- 에드 우드 (KBS) - 펠드맨 (스탠리 드샌티스)
- 죽은 시인의 사회 (KBS) - 선생님 1
- 맨 인 블랙 (KBS) - 집스 (토니 샬호브)
- 신용문객잔 (KBS) - 하호
- 바이 바이 러브 (KBS) - 빅 (랜디 퀘이드)
- 유덕화의 도망자 (KBS)
- 특전대 네이비 씰 (SBS) - 던(로날드 G. 조셉)
- 쥬만지 (KBS)
- 15분 (KBS) - 호키슨 (켈시 그래머)
- 참새들의 합창 (KBS) - 카림 (모하마드 아미르 나지)
- 젤리피쉬 (KBS) - 엘다드 (아씨 다얀)
- 킴 베신저의 쿨 월드 (SBS)
- 메이저 리그 2 (SBS)
- 마네킹 2 (SBS) - 헐리우드 (메샤크 테일러)
- 최가박당 3 (KBS)
- 워터 엔진 (KBS) - 바비
- 사랑의 스파이 (KBS)
- 애스터로이드 (SBS)
- 라스트 액션 히어로 (SBS)
- 배트맨 2 (KBS) - 펭귄 (대니 드비토)
- 분노의 목격자 (SBS)
- 아웃랜드 (KBS) - 몬톤 (제임스 시킹)
- 쿨러닝 (KBS) - 어브 (존 캔디)
- 버디 (KBS) - 바이스 (존 하킨스)
- 후크 (KBS) - 스미 (밥 호스킨스)
- 성 리수일뎐 - (배우로 출연)
- 스핏파이어 그릴 (KBS) - 게리 월시 (게일라드 사테인)
- 써로게이트 (KBS) - 선지자 (빙 라메스)
- 에어포트 (KBS) - 컴파뇨 (폴 피셀리)
- 의문의 실종 (KBS) - 타워 대령 (찰스 시오피)
- 더티 해리 4 - 써든 임팩트 (KBS)
- 아이덴티티 (KBS) - 말콤 (프루잇 테일러 빈스)
- 삼국지 극장판 (CHING) - 원소
- 투명인간의 사랑 (KBS)
- 캐리비안의 해적: 블랙 펄의 저주 (KBS) - 조샤미 깁스 (케빈 맥널리)
  - 캐리비안의 해적: 망자의 함 (KBS) - 조샤미 깁스 (케빈 맥널리)
  - 캐리비안의 해적: 세상의 끝에서 (KBS) - 조샤미 깁스 (케빈 맥널리)
- 황비홍 (SBS)
- 굿모닝 맨하탄 (KBS) - 빈센트( 아쉬윈 매튜 )
- 분노의 질주: 더 오리지널 (KBS) - 판사 (루 비티 주니어)
- 에일리언 3 (KBS, SBS) - 딜런 (찰스 S. 더튼)
- 스컬스 (KBS) - 스페로 형사 (스티브 해리스)
- 레드 히트 (SBS) - 리직 (제임스 벌루시)
- 아메리칸 셰프 (KBS) - 램지 (올리버 플랫)
- 패딩턴 (KBS) - 헨리 (휴 보네빌)
- 미션 임파서블: 로그네이션 (KBS) - 루터 (빙 레임스)
- 미션 임파서블: 폴아웃 (KBS) - 루터 (빙 레임스)
- 귀여운 여인 (KBS) - 필립 (제이슨 알렉산더)
- 사랑의 경주 (KBS) - 뚱보 (배리 코빈)
- 스포트라이트 (KBS) - 짐 (제이미 셰리던) / 길먼 (마이클 코트라이맨)
- 신데렐라 - 근위대 대장 (논소 아노지)
- 매드 맥스 3 (KBS) - 콜렉터 (프랭크 드링)
- 고백 (KBS) - 잭 (찰스 더닝)
- 어벤져스: 인피니티 워 / 어벤져스: 엔드게임 - 타노스 (조시 브롤린)
- 경천 12시 (KBS) - 뚱보 (증지위)
- 아이언 이글 (SBS) - 군인 (마이클 올드렛지)
- 매버릭 (KBS) - 러시아 대공 (폴 L. 스미스)
- 수퍼 소닉 - 사령관 (톰 버틀러)
- 수퍼 소닉 2 - 사령관 (톰 버틀러)
- 방세옥 2 (SBS) - 이국번 (원규)
- 우정 (KBS) - 대변인 (홈즈 허버트) / 호레이쇼의 숙부 (럼스덴 헤어)
- 간디 (KBS) - 총독 (존 밀스) / 인도인 (쉬리램 라구)
- 007 두 번 산다 (KBS) - 소련 외교관(조지 머셀) / 운전사(피터 마이비아)
- 코만도 (KBS) - 자동차 판매원(마이클 델라노) / 테러범(개리 세르반테스) / 경찰(대니 네로)
- 노 머시 (SBS) - 조(게리 바사라바)
- 슈퍼맨 4: 최강의 적 (KBS) - 혼스비(돈 펠로우즈) / 하울러(윌리엄 훗킨스) / 원로(에스몬드 나이트)
- 데몰리션 맨 (SBS) - 롭(글렌 셰딕스)
- 파이터 (KBS) - 조지(잭 맥기)
- 듄 (SBS) - 던칸(리처드 조던) / 스틸거(에버렛 맥길)
- 레미제라블 (SBS) - 코슈파유(자크 브레쿠르)
- 빅 트러블 (SBS) - 변호사(제리 하딘)
- 25시의 추적 (KBS)
- 붉은 유혹 (KBS)
- 히틀러의 부활 (MBC) - 마르크 (루트거 하우어)

### 외화
- 죽어도 예쁜 걸(투니버스) - 교장(제리 코널리), 핑거스(마이클 카르맨) 역
- 셜록(KBS) - 프랭클랜드 박사(클라이브 맨틀)
- 토치우드(KBS) - 스튜어트 역
- 닥터 후(KBS) - 말도바 역
- V(KBS) - 크리스 역
- 의천도룡기(KBS) - 포대화상 역
- 삼국지(KBS) - 황개, 사마의(니다훙) 역
- 신드바드(KBS) - 옵시디언(카스튼 노가드) 역
- 초한지(KBS) - 범증(쑨하이잉) 역
- 파워레인저 고버스터즈(챔프) - 하주기 역
- 파워레인저 다이노포스 내래이션 / 닥터 우르쉐이드 (1대 바이올렛다이노) / 스피릿음성
- 최후의 카테고리 7(KBS) - 토미(랜디 퀘이드)
- 전쟁과 평화(KBS) - 바즈제예프(켄 스톳) / 미하일(케네스 크래넘) / 프리메이슨단의 회원(팀 벤팅크) / 플라톤(에이드리언 롤린스)
- 리썰 웨폰(KBS) - 로저(데이먼 웨이언스)
- 한여름 밤의 꿈 (KBS) - 이지우스(콜린 맥파란) / 스나우트(버나드 크리빈스)
- 언더커버(KBS) - 판사
- 신드바드(KBS) - 옵시디언(카스튼 노가드)
- 디셉션(KBS) - 군터(비니 존스)
- 경감 메그레 시즌 2(KBS) - 그랑쟌(케빈 맥널리)
- 수퍼 소닉 3 - 월터스 사령관(톰 버틀러)

### 방송
- MBC 베스트셀러극장 - 제245회-신용비어천가(MBC)
- 제2공화국(MBC)
- 제3공화국(MBC) - 현오봉 역
- 생방송 오늘(KBS)
- 1 대 100(KBS) - 2012년 1월 17일 출연
- 혼자서도 잘해요(KBS)
- 웰빙 노래세상 (강릉MBC)
- 순간포착 세상에 이런일이(SBS) - 해설(2017년 11월 9일 방영분 이후)
- 생로병사의 비밀(KBS) - 해설(2002년 10월 29일 ~ 2002년 12월 17일 방영분)

### 게임
- 삼국지 천명 2 - 관우
- 진 삼국무쌍 - 장료, 허저
- 레드얼럿 2 - 소비에트연방 로마노프 서기장
- 파랜드택틱스 5 - 압바둠
- 바이오하자드: 타임 크라이시스 - 앨런 바비 더글러스
- 스타크래프트 리마스터 - 에드먼드 듀크
- 스타크래프트 II - 에드먼드 듀크, 카라스
- 도타2 - 저주술사

### 광고
- 한국방송광고진흥공사
- 대우자동차 누비라
- 현대전자 걸리버
- 매일유업 2% 저지방우유

### 지역광고
- 문화개발 (대구) 엄주환과 함께

## 같이 보기
- 한국방송 성우극회